# Parc Central (Centro comercial)
Parc Central  es un centro comercial comercial de ámbito suprarregional, ubicado en el centro de Tarragona, inaugurado en mayo de 1997.
El centro dispone de 35 000 m² de superficie bruta alquilable (SBA), más de 120 tiendas repartidas en 3 niveles y con una capacidad de 1000 plazas de aparcamiento repartidas en dos plantas (ubicadas en el subterráneo y en la planta alta). Entre los años 2015 y 2017 el centro comercial se remodeló, incluyendo una tercera planta con 10 000 m² más de superficie bruta alquilable con tiendas, restaurantes y cine.

## Conjunto arqueológico

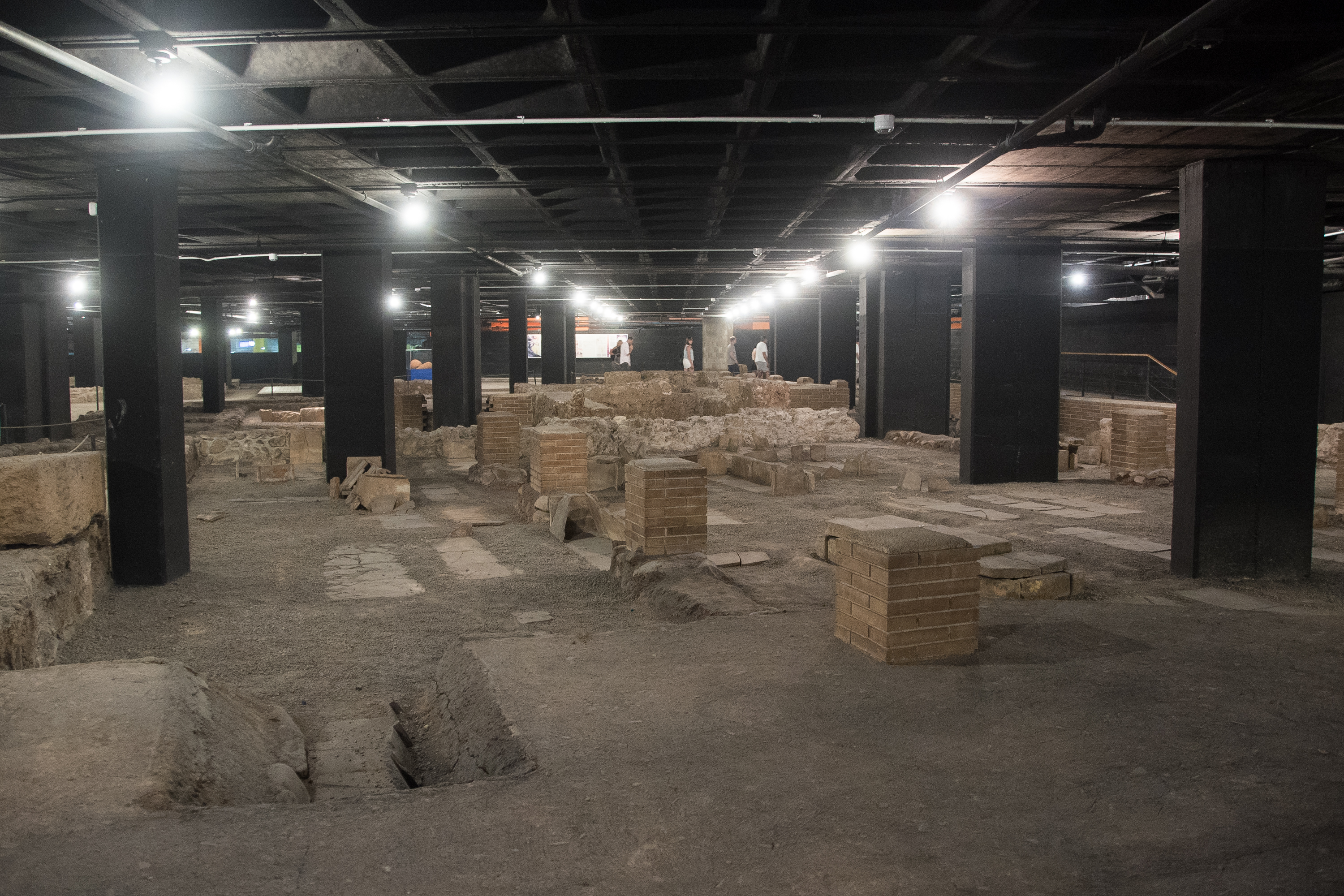
Restos arqueológicos

En las excavaciones de los terrenos del Parc Central se hallaron edificios romanos, entre los cuales una domus suburbana del siglo IV (con unos baños y un mosaico) y una basílica paleocristiana del siglo V, es la única basílica que se conserva de la época paleocristiana. Presenta tres naves y transepto, con ábside y contra-ábside, orientada hacia el este, y está precedida por un atrio con una probable fuente central. En los ámbitos de la basílica y de la galería del atrio se han podido documentar 160 enterramientos alineados. La única placa epigráfica que se ha encontrado completa de gran importancia, habla de una beata Thecla, virgen consagrada a Cristo, de origen egipcio que murió a los 77 años. Los restos son visitables y se puede acceder a ellos desde el aparcamiento.

## Accesos y transporte
Los accesos y transportes para acceder al centro comercial son los siguientes:

### Autobús urbano
- Parada Parc

- 3, La Canonja - Torreforta - Colom
- 30, La Canonja - Colom
- 34, Colom - La Floresta - Les Gavarres
- 42, Complex Educatiu - Pere Martell
- 54, Bonavista - Pere Martell - Cooperativa Tàrraco
- Parada Via Roma

- 6, Campclar - Colom - St Pere i St Pau
- Parada Vidal Barraquer

- 8, Hosp. Joan XXIII - Camí de la Cuixa - Vall de l'Arrabassada
- 16, Pont i Gol - Platges - Mas Rabassa (sólo verano)
- 23, Estació - Hosp. Joan XXIII

### Vehículo
- Av Vidal i Barraquer, 15-17
- Passeig de la Independència